# 59
Вижте пояснителната страница за други значения на 59.
59 (петдесет и девета) година е обикновена година, започваща в понеделник по юлианския календар.

## Събития

### В Римската империя
- Шеста година от принципата на Нерон Клавдий Цезар Август Германик (54 – 68 г.)
- Консули на Римската империя са Гай Випстан Апрониан и Гай Фонтей Капитон. Суфектконсули през тази година стават Тит Секстий Африкан (юли–декември) и Марк Осторий Скапула (юли–декември).
- 19/23 март – Нерон нарежда майка му Агрипина да бъде убита. Първият опит за изпълнение на заповедта му се проваля след като тя оцелява след потъването на кораба, с който пътува и успешно доплува до брега. Научавайки това императорът очаква тя и робите и да се разбунтуват, поради което изпраща хора с инструкции да я екзекутират.[1]
- Нерон открива Macellum Magnum (Големия пазар), който е построен на хълма Целий в Рим.[2]
- На град Помпей е забранено да провежда гладиаторски игри за срок от десет години след като в местния амфитеатър избухват кървави сблъсъци между жители на града и жители на град Нуцерия.[3]

#### В Армения
- Гней Домиций Корбулон продължава военната кампания в Армения и завзема важния град Тигранакерт.[4]

## Починали
- 23 март – Агрипина Младата, римска императрица и майка на император Нерон (родена 15 г.)
- Ацерония Пола, приятелка на Агрипина
- Гней Домиций Афер, римски политик, сенатор и оратор
- Домиция Лепида Старша, римска благородничка (родена ок. 19 г. пр.н.е.)
- Юния Силана, сенаторска дъщеря и съперничка на Агрипина (родена 15 г.)
- Сервилий Нониан, римски историк и оратор